# Elias Skaff
Elias Skaff, né le 11 octobre 1948 à Zahlé et mort le 10 octobre 2015, est un homme politique libanais.

## Biographie
Descendant d’une longue lignée politique, il fait des études d’agronomie à l'université américaine de Beyrouth.
Il est élu député grec-catholique de Zahlé depuis 1992, à la tête du Bloc populaire. Entre 1993 et 2000, il préside la commission parlementaire de l’Agriculture, de l’Environnement et du Tourisme et entre 2000 et 2001 la commission parlementaire de l’Économie, du Commerce et de l’Industrie.
En 2001, il rejoint pendant quelques mois le rassemblement de Kornet Chehwane, mais le quitte rapidement. En 2003, il devient ministre de l’Industrie au sein du gouvernement de Rafiq Hariri et en 2004, ministre de l’Agriculture dans le gouvernement de Omar Karamé.
Ses négociations pour une éventuelle alliance avec les forces de l'Alliance du 14 Mars lors des élections de 2005 n'aboutissent pas. Il se tourne alors vers le Courant patriotique libre du général Michel Aoun, avec lequel il mène une liste d’alliance à Zahlé. Cette liste remporte des élections et parvient à faire élire 6 candidats parmi les 7 qui la composaient.
Il préside alors le Bloc populaire au sein du Bloc de la réforme et du changement dirigé par Michel Aoun.
En juillet 2008, Skaff est nommé ministre de l'Agriculture dans le gouvernement d'union nationale formé après les accords de Doha entre l'opposition et la majorité libanaise.